# Paolo Garbisi
Paolo Garbisi (* 26. dubna 2000 Benátky) je italský ragbista hrající na pozici útokové spojky za italskou reprezentaci a francouzský klub Toulon. S klubem Montpellier dokázal v roce 2022 vyhrát francouzskou ligu. Svými výkony dostal na lavičku mistra světa a nejlépe bodujícího hráče MS 2019 Handré Pollarda. S týmem Benneton vyhrál v roce 2021 Pro14 Rainbow Cup. 
Má mladšího bratra Allesandra hrajícího na pozici mlýnové spojky, který také reprezentuje Itálii. Na Six Nations 2024 přispěl 31 body k nejlepšímu výsledku Itálie v historii Six Nations. Zúčastnil se MS 2023.